# Johann Ludwig von Bernuth
Johann Ludwig (Louis) von Bernuth (* 28. Februar 1770 in Kleve; † 18. November 1857 in Berlin) war ein preußischer Beamter.

## Leben
Johann Ludwig war ein Sohn des Kriegs- und Domänenrates Jakob von Bernuth (1729–1797) und dessen Ehefrau Clara Gerstmann (1747–1818), eine Tochter des praktischen Arztes Barthold Florian Gerstmann. Seine Geschwister waren:
- Wilhelm Gerhard (1768–1828), Kriegs- und Steuerrat an der Kriegs- und Domänenkammer in Hamm;
- Friedrich (1772–1862), preußischer Oberstleutnant;
- Karl (1774–1843), Regierungsrat und Präsident des Oberlandesgerichts Münster ⚭ Luise Freiin von der Recke-Uentrop (1787–1862), Vater des Politikers August von Bernuth;
- Ernst Friedrich Heinrich August (1779–1847), Oberlandesgerichtsrat in Hamm ⚭ Luise von Bernuth (1787–1813), eine Tochter des Kammerpräsidenten Friedrich von Bernuth (1757–1832);
- Julius August (1782–1857) ⚭ Dorothee Jochmus (1780–1865).

Johann Ludwig von Bernuth besuchte nach der Versetzung seines Vaters das königliche Gymnasium in Hamm und begann im April 1787 zusammen mit seinem älteren Bruder Wilhelm an der Universität Duisburg ein zweijähriges Jurastudium. 1789 ging er noch für ein Jahr an die Universität Jena und widmete sich dort dem Kameral- und Finanzfach, anschließend bereitete er sich für anderthalb Jahre unter Anleitung seines Vaters auf den Kameraldienst vor.
Nach der ersten Staatsprüfung begann er am 8. Mai 1792 als Referendar bei der Kriegs- und Domänenkammer in Hamm bei der dortigen Justizdeputation. Ende 1793 wechselte er zusammen mit Oberpräsident Julius Ernst von Buggenhagen nach Posen und war dort im Oberpräsidium und zugleich in der Kriegs- und Domänenkammer Posen tätig. Nach der Versetzung von Buggenhagens, der als Staatsminister in das Generaloberfinanz- und Kriegskollegium nach Berlin berufen wurde, folgte er diesem nach Berlin und bereitete sich dort auf das Große Examen vor. Im Dezember 1794 bat er um die Zulassung zum Examen und im August 1795 baten beide Brüder um die Beschleunigung der Prüfung. Johann Ludwig von Bernuth hatte vom Minister Karl August von Hardenberg und dank der Unterstützung des Vize-Präsidenten Konrad Heinrich Ernst Friedrich von Dörnberg (1769–1828) bereits die Zusicherung, bei einem guten Examens-Ergebnis als Kammerassessor nach Ansbach zu kommen. Am 8. August 1797 absolvierte er, gemeinsam mit seinem Bruder Wilhelm, das Rigorosum und wurde am 19. Dezember 1797 zum Kriegs- und Domänenrat und Kammerjustitiar ins Ansbach ernannt. Auf Wunsch seiner Mutter, die ihn um Unterstützung bat, ließ er sich Anfang 1804 als Kriegs- und Domänenrat nach Hamm versetzen. 1808 wurde er zum Provinzialdirektor im Ruhrdepartement befördert und 1816 zum Finanzrat und 1818 zum Oberfinanzrat in Berlin ernannt. 
Er war seit 1798 in erster Ehe mit Wilhelmine (1778–1827) verheiratet, eine Tochter des Reichsgrafen Philipp August von Platen Hallermund (1748–1831), Oberforstmeister in Ansbach, ihr Bruder war der Dichter August von Platen-Hallermünde. Gemeinsam hatten sie einen Sohn:
- Ludwig Theodor (1799–1862), Bauinspektor ⚭ Caroline Juliane, Tochter von Johann Christoph Andreas Mayer, Geheimer Rat und königlicher Leibarzt in Berlin, verwitwete von Ernsthausen.[4]

In zweiter Ehe war er mit Juli Mursina (1779–1842) verheiratet.